# Fernando Arbello
Fernando Arbello (30 de mayo de 1906 – 26 de julio de 1970) fue un trombonista y compositor de jazz puertorriqueño que pasó la mayor parte de su carrera en Estados Unidos.

## Biografía
Fernando Arbello (también escrito Arbelo) nació en Ponce, Puerto Rico, hijo de Eladio Arbelo y Raimunda Cruz. Era el segundo mayor de siete hijos. Arbello comenzó a tocar el trombón a la edad de 12 años. Posteriormente asistió al Conservatorio de Música de Puerto Rico en Ponce para ampliar su formación musical donde no sólo aprendió a tocar, sino que también compuso música. Tocó localmente en bandas de escuelas secundarias y orquestas sinfónicas y luego se mudó a la ciudad de Nueva York a mediados de la década de 1920. Allí tocó con Earle Howard, Wilbur De Paris, June Clark y Bingie Madison antes del cierre de la década. A principios de la década de 1930 tocó intermitentemente con Claude Hopkins durante varios años, luego trabajó con Chick Webb, Fletcher Henderson, Lucky Millinder, Billy Hicks y Fats Waller, antes de volver a tocar con Hopkins nuevamente hacia finales de la década de 1930.
En 1940, Arbello trabajó durante unos meses con Zutty Singleton y luego dirigió brevemente su propia banda, que fracasó, en 1940-1941. Más tarde, en 1941, volvió a tocar en el conjunto de Henderson, luego con Marty Marsala (1941) y Jimmie Lunceford (1942-1946). Volvió a dirigir su propia banda a finales de la década de 1940, manteniéndola durante varios años, aunque nunca grabó con esta agrupación. En 1953 tocó con Rex Stewart y volvió a tocar en una banda de reunión con Henderson; en 1960 fue acompañante de Machito.
Fernando Arbello continuó disfrutando de tocar y componer música mientras residía en el Bronx con su familia. Regresó a Puerto Rico más adelante en su vida, pero visitaba regularmente Nueva York. En 1970, mientras estaba de vacaciones visitando a su familia en el Bronx, se enfermó y lo llevaron de urgencia al hospital, donde posteriormente murió de un ataque cardíaco. Arbello está enterrado en el cementerio Ferncliff ubicado en 280 Secor Rd. Hartsdale, Nueva York. Le sobrevivieron su esposa, Isabel Vásquez Torres Arbelo, seis hijos (Ferdinand, Isabel, Evelyn, Héctor, Albert y Carmen) y nietos, dejando un legado de gran música del que se hará eco a lo largo del tiempo.